# Takahiro Kawamura
Takahiro Kawamura (Shizuoka, 4 oktober 1979) is een Japans voetballer.

## Carrière
Takahiro Kawamura speelde tussen 1998 en 2010 voor Júbilo Iwata, River Plate, Cerezo Osaka, Kawasaki Frontale, Tokyo Verdy en Police United. Hij tekende in 2011 bij TOT.